# Pobeda (montres)

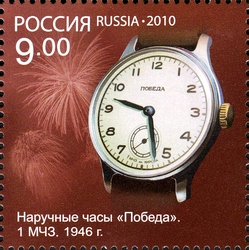
Timbre russe de 2010 commémorant la première montre Pobeda de 1946.

Pobeda (russe : Победа, Victoire) est une marque de montres russes actuellement détenue par l'Usine de montres de Petrodvorets. La marque a été acceptée par Staline en avril 1945,, alors que l'Armée rouge venait de conquérir Berlin. Une première petite série sort de l'usine de Penza fin 1945, mais les premières montres pour le public sortent de l'usine de montres de Kirov à Moscou en avril 1946.

## Les origines du mécanisme « Pobeda»: La France
Basé sur une construction française, le mouvement Pobeda de 15 rubis est simple, économique en production, de construction et d'entretien relativement simple. Avant la Seconde Guerre mondiale, durant la période d'industrialisation rapide de l'Union Soviétique, celle-ci cherche une expertise et des financements à l'international pour développer l'industrie horlogère soviétique. L'URSS se tourne alors vers la manufacture française Lip. Les ingénieurs de Lip aident a la mise en place de l'usine de Penza et Lip vend la licence de production de quelques mécanismes à l'URSS. L'un de ces designs, datant de 1908, le mouvement R-26 est alors amélioré et renommé K-26, avec de sérieuses améliorations par rapport au design d'origine. La Seconde Guerre mondiale interrompt temporairement les plans. Mais lorsque la victoire se fait proche, Penza termine rapidement la mise au point des nouvelles montres. Joseph Staline choisit - même avant la victoire officielle, déjà en avril 1945 lorsque Berlin tombe - le nom Pobeda qui signifie Victoire en russe.

## Production de masse
Très populaires en URSS[réf. nécessaire], ces montres sont produites par plusieurs usines horlogères de Russie. À partir de fin 1946, elles sont aussi produites par l'usine de montres de Petrodvorets et par l'usine de Chistopol et à partir de 1953 par la seconde usine de montres de Moscou.

## Autres dénominations de la marque
- Start (russe : Старт)
- Zim (russe : Зим)
- "Neva"  (russe : Нева)

## Montres Pobeda de nos jours
La production des montres Pobeda s'estompe au début des années 2000 et un long procès oppose plusieurs camps sur les droits de la marque historique. Cette saga juridique se termine en 2013 en faveur de l'Usine de Montres de Petrodvorets. Aujourd'hui elle a relancé la marque dont elle est le détenteur exclusif et en a fait son entrée de gamme.
L'Usine de Montres de Petrodvorets, fondée par Pierre le Grand en 1721, est l'une des dernières usines horlogères de l’ère soviétique à encore fabriquer des montres mécaniques, avec la manufacture de Tchistopol produisant les montres Vostok et la fabrique Molnija à Tcheliabinsk.